# Olympische Sommerspiele 1968/Teilnehmer (Griechenland)
| Gelbes Symbol für Goldmedaillen mit stilisierten Olympischen Ringen | Graues Symbol für Silbermedaillen mit stilisierten Olympischen Ringen | Braundes Symbol für Bronzemedaillen mit stilisierten Olympischen Ringen |
| ------------------------------------------------------------------- | --------------------------------------------------------------------- | ----------------------------------------------------------------------- |
| —                                                                   | —                                                                     | 1                                                                       |

Griechenland nahm an den Olympischen Sommerspielen 1968 in Mexiko-Stadt mit einer Delegation von 44 männlichen Athleten an 27 Wettkämpfen in sieben Sportarten teil. Fahnenträger bei der Eröffnungsfeier war der Leichtathlet Christos Papanikolaou.

## Teilnehmer nach Sportarten

### Boxen
- Efstathios Alexopoulos
- Evangelos Oikonomakos
- Angelos Theotokatos

### Gewichtheben
- Christos Iakovou
- Stergios Tsoukas

### Leichtathletik
- Georgios Birmbilis
- Ioannis Kousoulas
- Georgios Lemonis
- Pantelis Nikolaidis
- Christos Papanikolaou
- Ioannis Virvilis
- Evangelos Vlasis

### Ringen
- Petros Galaktopoulos
Bronze  Leichtgewicht griechisch-römisch
- Vasilios Ganotis
- Stefanos Ioannidis
- Nikos Karypidis
- Nikolaos Lazarou
- Othon Moschidis
- Dimitrios Savvas
- Petros Triantafyllidis

### Schießen
- Lambis Manthos
- Menelaos Michailidis
- Georgios Pangalos
- Alkiviadis Papageorgopoulos
- Ioannis Skarafingas
- Markos Tzoumaras
- Panagiotis Xanthakos

### Segeln
- Georgios Andreadis
- Odysseus Eskitzoglou
- Panagiotis Koulingas
- Stavros Psarrakis
- Anastasios Vogiatzis
- Georgios Zaimis

### Wasserball
- 14. Platz
- Andreas Garyfallos
- Kyriakos Iosifidis
- Thomas Karalogos
- Dimitrios Kougevetopoulos
- Panagiotis Mathioudakis
- Panagiotis Michalos
- Georgios Palikaris
- Ioannis Palios
- Georgios Theodorakopoulos
- Ioannis Thymaras
- Nikolaos Tsangas